# Rue Sainte-Catherine (Liège)
La rue Sainte-Catherine est une rue du centre de Liège située à proximité de l'hôtel de ville de Liège reliant la rue du Stalon à la rue Léopold.

## Odonymie
La rue rend hommage à Catherine d'Alexandrie (sainte Catherine). Une église lui est dédiée en Neuvice. Le cœur de l'église se situe derrière le no15 de la rue Sainte-Catherine. La première église Sainte-Catherine a été érigée au début du XIIe siècle à proximité du vieux pont des Arches.

## Historique
Jusqu'en 1863, la rue portait le nom de rue Derrière-Sainte-Catherine et elle reliait, avant le percement de la rue Léopold dans les années 1870, la rue du Stalon à la rue des Tourneurs (rue disparue allant de la rue de Gueldre à la rue Pied-du-Pont-des-Arches).
Dans les années 2000, de nombreuses habitations sont laissées à l'abandon. La ville de Liège achète 8 bâtiments (no 2 à 12 de la rue du Stalon et des no 1 et 3, de la rue Sainte-Catherine). Les façades des no 8, 10 et 12 de la rue du Stalon seront conservées. Les autres bâtiments seront détruits pour laisser place à nouvel ensemble architectural proposant habitations et commerces.

## Situation et description
Ce rue pavée, plate et en angle relie la rue du Stalon à la rue Léopold. La rue est à sens unique dans le sens Léopold-Stalon.

## Architecture
Les numéros impairs de 1 à 13 sont repris à l'Inventaire du patrimoine culturel immobilier de la Wallonie.

## Voiries adjacentes
- Rue du Stalon
- Rue Léopold